# Министарство здравља Републике Србије
Министарство здравља обавља послове државне управе који се односе на систем здравствене заштите и систем обавезног здравственог осигурања односно друге облике здравственог осигурања и доприноса за здравствено осигурање, ближе уређивање права из здравственог осигурања, учествовање у припреми и спровођењу међународних споразума о обавезном социјалном осигурању. Такође министарство се стара о садржају здравствене заштите, очувању и унапређењу здравља грађана и праћењу здравственог стања и здравствених потреба становништва, организацији здравствене заштите, здравственој инспекцији, организацији надзора над стручним радом здравствене службе, обезбеђивању здравствене заштите из јавних прихода, здравственој заштити странаца, евиденцији у области здравства као и другим пословима одређеним законом. Министарство се налази у улици Немањиној бр. 22-26 у Београду. Актуелни министар је Златибор Лончар.

## Делокруг рада Министарства
Делокруг рада министарства дефинисан је Законом о министарствима и поред већ наведених подразумева и обављање послова везаних за узимање и пресађивање делова људског тела, производњу и промет лекова, медицинских средстава и помоћних лековитих средстава и инспекцијске послове у тим областима, производњу и промет опојних дрога и прекурзора недозвољених дрога, ископавање и преношење умрлих лица у земљи, преношење умрлих лица из иностранства у земљу и из земље у иностранство. У надлежност министарства улазе и послови везани за санитарну инспекцију; здравствени и санитарни надзор у области заштите становништва од заразних и незаразних болести, здравствене исправности животних намирница и предмета опште употребе у производњи и промету, јавно снабдевање становништва хигијенски исправном водом за пиће и другим областима одређеним законом, контролу санитарно-хигијенског стања објеката под санитарним надзором и средстава јавног саобраћаја, санитарни надзор над лицима која су законом стављена под здравствени надзор, као и надзор над постројењима, уређајима и опремом која се користи ради обављања делатности под санитарним надзором, утврђивање санитарно-хигијенских и здравствених услова објеката под санитарним надзором у поступцима изградње или реконструкције и редовну контролу над тим објектима, санитарни надзор на државној граници, као и друге послове одређене законом.

## Организационе јединице Министарства здравља

### Сектор за организацију здравствене службе
У Сектору за организацију здравствене службе обављају се послови који обухватају: очување и унапређење здравља грађана и праћење здравствених потреба становништва, организацију здравствене службе, спречавање, сузбијање и рано откривање болести; правовремену дијагностику, благовремено лечење, рехабилитацију оболелих и повређених; праћење и проучавање стања у здравственој служби у погледу врсте и територијалне распоређености здравствених установа и приватне праксе, кадровске обезбеђености, обима и садржаја рада, опремљености, као и праћење здравствених технологија.

### Сектор за здравствено осигурање
У Сектору за здравствено осигурање обављају се послови који обухватају: израду нацрта закона и других прописа којима се уређује област обавезног и добровољног здравственог осигурања и здравствене заштите која се пружа осигураним лицима; прописа којима се уређује систем плата запослених у здравственим установама које се финансирају из средстава обавезног здравственог осигурања, односно из јавних прихода; прописа којима се уређује област лекова и медицинских средстава у складу са стандардима Европске уније; прописа којима се уређује систем цене лекова, као и утврђивање цена лекова; праћење и унапређивање система обавезног здравственог осигурања, као и добровољног здравственог осигурања; праћење и унапређивање финансирање здравствене заштите која се обезбеђује из система обавезног здравственог осигурања, као и финансирање здравствених установа из Плана мреже.

### Сектор за јавно здравље и програмску здравствену заштиту
У Сектору за јавно здравље и програмску здравствену заштиту обављају се послови који обухватају: праћење спровођења пројеката и програма, као и ефеката и резултата програма и пројеката из области програмске здравствене заштите; праћење и сагледавање социјалних потреба становништва и успостављање сарадње између организација и корисника услуга; сарадња са организацијама и удружењима ради утврђивања потреба осетљивих група; сачињавање предлога националних стратегија и програма; праћење спровођења, ефеката и резултата националних стратегија и програма; сарадња са факултетима здравствене струке, Републичким фондом за здравствено осигурање; праћење и анализу најважнијих показатеља здравственог стања становништва на националном нивоу.

### Сектор за европске интеграције и међународну сарадњу
У Сектору за европске интеграције и међународну сарадњу обављају се послови који обухватају: координацију послова везаних за приступање Европској унији; праћење спровођења обавеза Министарства у процесу европских интеграција; ажурирање података о усвојеним законима усклађеним са прописима Европске уније у јединствену базу података; координацију израде нацрта закона у складу са стандардима Европске уније из делокруга министарства; планирање, припрему, спровођење и праћење ИПА пројеката који се финансирају из фондова ЕУ у области здравља; учествовање у припреми стратешких и програмских докумената за финансирање из фондова ЕУ у области здравља.

### Сектор за лекове и медицинска средства, психоактивне контролисане супстанце и прекурзоре
У Сектору за лекове и медицинска средства, психоактивне контролисане супстанце и прекурзуре обављају се послови који обухватају: праћење и анализе есенцијалне листе лекова Светске здравствене организације и давање мишљења на акт Републичког фонда којим се уређује листа лекова који се прописују и издају на терет средстава обавезног здравственог осигурања; израда предлога, праћење и анализа спровођења националне стратегије у области лекова; праћење, анализа и предлагање мера за обезбеђивање доступности лекова; праћење, унапређивање и анализа остваривања права на лекове у оквиру обавезног здравственог осигурања, као и утицај цена лекова на доступност лекова и медицинских средстава; анализа снабдевености здравствених установа лековима и медицинским средствима, као и предлагање мера за адекватну обезбеђеност здравствених установа из Плана мреже; праћење и унапређивање здравствених технологија у области лекова и медицинских средстава који се финансирају из средстава обавезног здравственог осигурања.

### Сектор за инспекцијске послове
У Сектору за инспекцијске послове обављају се послови који обухватају: вршење санитарног и здравственог надзора у области заштите становништва од заразних и незаразних болести, безбедности хране, здравствене исправности предмета опште употребе у производњи и промету, јавног снабдевања становништва хигијенски исправном водом за пиће; контролу санитарно-хигијенског стања објеката под санитарним надзором и средстава јавног саобраћаја; санитарни надзор над лицима која су законом стављена под здравствени надзор, као и надзор над постројењима, уређајима и опремом која се користи ради обављања делатности под санитарним надзором; утврђивање санитарно-хигијенских и здравствених услова објеката под санитарним надзором у поступцима изградње или реконструкције и редовну контролу над тим објектима; санитарни надзор на државној граници.

### Секретаријат Министарства
У Секретаријату Министарства обављају се послови од значаја за рад Министарства а везани су за кадровска, финансијска и друга питања, као и усклађивање рада унутрашњих јединица, остваривање сарадње са другим министарствима, посебним организацијама, као и друге послове из делокруга Секретаријата Министарства.